# Bradford (Ohio)
Bradford és una població dels Estats Units a l'estat d'Ohio. Segons el cens del 2000 tenia 1.859 habitants.

## Demografia
Segons el cens del 2000, Bradford tenia 1.859 habitants, 693 habitatges, i 516 famílies. La densitat de població era de 932,2 habitants/km².
Dels 693 habitatges en un 36,8% hi vivien nens de menys de 18 anys, en un 57,1% hi vivien parelles casades, en un 11,3% dones solteres, i en un 25,4% no eren unitats familiars. En el 21,5% dels habitatges hi vivien persones soles el 10,2% de les quals corresponia a persones de 65 anys o més que vivien soles. El nombre mitjà de persones vivint en cada habitatge era de 2,68 i el nombre mitjà de persones que vivien en cada família era de 3,14.
Per edats la població es repartia de la següent manera: un 28,3% tenia menys de 18 anys, un 8,8% entre 18 i 24, un 31,2% entre 25 i 44, un 20,2% de 45 a 60 i un 11,4% 65 anys o més.
L'edat mediana era de 33 anys. Per cada 100 dones de 18 o més anys hi havia 97,6 homes.
La renda mediana per habitatge era de 38.125 $ i la renda mediana per família de 43.594 $. Els homes tenien una renda mediana de 31.468 $ mentre que les dones 22.161 $. La renda per capita de la població era de 14.719 $. Aproximadament el 5,6% de les famílies i el 6,7% de la població estaven per davall del llindar de pobresa.

## Poblacions més properes
El següent diagrama mostra les poblacions més properes.